# Космос-163
Космос-163, известный также как ДС-У2-МП #2, — советский спутник, запущенный в 1966 году как часть Днепропетровской спутниковой программы. Представлял собой легкий (350 кг) спутник, созданный в КБ Южное. Основной задачей спутника было исследование частиц космической пыли в околоземном пространстве.

## Научные инструменты и результаты
Одним из инструментов спутника был сцинтилляционный 64-канальный спектрометр гамма-излучения, разработанный в ФТИ АН СССР под руководством Е. П. Мазеца. Спектрометр представлял собой кристалл NaI(Tl) размером 40х40 мм, окруженный пластиковым сцинтиллятором толщиной 5 мм. Детектор просматривался одним фотоумножителем. Быстрый сигнал, возникающий в пластиковом сцинтилляторе, использовался для фильтрации событий, связанных с прохождением заряженных частиц через детектор. Кроме того, детектор был закрыт пассивной защитой 0.8 г/кв.см алюминия. Оборудование спутника позволяло получать спектры регистрированных гамма лучей в диапазоне 0.3-2.7 МэВ и получать интегральные скорости счета событий в диапазоне энергий 0.45-0.65 МэВ и 0.65-2.5 МэВ, а также скорости счета электронов на энергиях >1.5 МэВ и протонов с энергией >27 МэВ. Спектрометр располагался на расстоянии 3 м от тела спутника. Спектры гамма лучей записывались каждые 10 минут, время накопления спектров — 2 минуты. интегральные отсчеты гамма квантов и заряженных частиц записывались каждые 2 минуты.
Результатом работы спектрометров на спутниках Космос-135 и Космос-163 стало измерение космического фона в гамма диапазоне 0.3-3.7 МэВ . Отмечалось, что полученная яркость фонового излучения в области энергий около 1 МэВ не согласуется с результатами измерений, проведенными на межпланетных аппаратах (например ERS-18). Высказывалось предположение, что это связано с присутствием в детекторах межпланетных миссий радиации, наведенной космическими лучами.

## Другие научные эксперименты на спутниках серии Космос
- Космос-60
- Космос-135
- Космос-208
- Космос-251
- Космос-264
- Космос-428
- Космос-461